# 640 a.C.
Il 640 a.C. (DCXL a.C. in numeri romani) è un anno  del VII secolo a.C.

## Eventi
- Anco Marzio diviene il quarto Re di Roma († 616 a.C.), succedendo a Tullo Ostilio.
- Il re assiro Assurbanipal conquista e distrugge Susa, capitale del regno di Elam.

## Morti
- Amenardis II, sovrano egizio
- Teispe di Ansan, re (n. 675 a.C.)